# Quasirhabdochaeta singularis
Quasirhabdochaeta singularis är en tvåvingeart som beskrevs av Hardy 1986. Quasirhabdochaeta singularis ingår i släktet Quasirhabdochaeta och familjen borrflugor. Inga underarter finns listade i Catalogue of Life.